# 柄刀一
柄刀 一（つかとう はじめ、1959年2月2日 -）は、日本の小説家・推理作家。北海道夕張市生まれ。札幌市在住。北海道札幌開成高等学校、専門学校札幌デザイナー学院卒業。日本推理作家協会・本格ミステリ作家クラブ会員。ペンネームはジョン・ディクスン・カーに由来する。北海道日本ハムファイターズのファンである。

## 経歴
専門学校卒業後、フリーターとして配管工など多くの職業を経験しながら20年近く投稿生活を続ける。
1994年、鮎川哲也が編集長を務める公募短編アンソロジー『本格推理3』に「密室の矢」が採用される。本格推理シリーズにはその後も「逆密室の夕べ」「ケンタウロスの殺人」の2編が採用された（これら3編はのちに『OZの迷宮 ケンタウロスの殺人』にまとめられた）。
1997年、『3000年の密室』で第8回鮎川哲也賞の最終候補作に残る。受賞は逃したが選考委員をしていた有栖川有栖らの推薦を受けて、1998年、同作で小説家デビューする。デビュー後に刊行された『サタンの僧院』はメフィスト賞に投稿した作品である。
2007年に発表した長編『密室キングダム』は、高校卒業に前後して書き上げた初めての長編推理小説を大幅に改稿したものである。同作はその年の「本格ミステリ・ベスト10」で第3位、「週刊文春ミステリーベスト10」で第10位、「このミステリーがすごい!」で第16位と高く評価された。
2011年に『2012本格ミステリ・ベスト10』のなかで発表された「2001-2010 新世紀『本格短編ミステリ』オールベスト・ランキング」では、「ゴーレムの檻」が第6位に、「アリア系銀河鉄道」が第16位にランクインしている。
2013年から2015年まで、本格ミステリ作家クラブの監事をつとめる。

## 文学賞候補歴
- 1994年 - 『死者の立つ淵』で第7回日本推理サスペンス大賞候補。
- 1996年 - 『朱の絢爛』で第7回鮎川哲也賞候補。
- 1997年 - 『3000年の密室』で第8回鮎川哲也賞候補。
- 2004年 - 『OZの迷宮 ケンタウロスの殺人』で第57回日本推理作家協会賞（長編および連作短編集部門）候補。
- 2006年 - 『ゴーレムの檻』で第59回日本推理作家協会賞（長編および連作短編集部門）候補、第6回本格ミステリ大賞（小説部門）候補[4]。
- 2007年 - 『時を巡る肖像』で第7回本格ミステリ大賞（小説部門）候補[5]。
- 2008年 - 『密室キングダム』で第61回日本推理作家協会賞（長編および連作短編集部門）候補、第8回本格ミステリ大賞（小説部門）候補[6]。
- 2009年
  - 「身代金の奪い方」で第62回日本推理作家協会賞（短編部門）候補。
  - 『ペガサスと一角獣薬局』で第9回本格ミステリ大賞（小説部門）候補[7]。

## ミステリ・ランキング
- 週刊文春ミステリーベスト10
  - 2000年 - 『アリア系銀河鉄道』17位
  - 2007年 - 『密室キングダム』10位

- このミステリーがすごい!
  - 2008年 - 『密室キングダム』16位
  - 2020年 - 『或るエジプト十字架の謎』23位
  - 2021年 - 『ジョン・ディクスン・カーの最終定理』36位

- 本格ミステリ・ベスト10
  - 1999年 - 『3000年の密室』18位
  - 2000年 - 『サタンの僧院』20位
  - 2001年 - 『アリア系銀河鉄道』12位
  - 2003年 - 『奇蹟審問官アーサー 神の手の不可能殺人』21位
  - 2004年 - 『OZの迷宮』8位、『シクラメンと、見えない密室』24位
  - 2006年 - 『ゴーレムの檻』9位、『御手洗潔対シャーロック・ホームズ』19位、『fの魔弾』27位
  - 2008年 - 『密室キングダム』3位、『時を巡る肖像』27位
  - 2009年 - 『ペガサスと一角獣薬局』8位、『消滅島RPGマーダー』30位
  - 2010年 - 『奇蹟審問官アーサー 死蝶天国』29位
  - 2012年 - 『システィーナ・スカル』20位
  - 2015年 - 『密室の神話』7位
  - 2019年 - 『ミダスの河 名探偵・浅見光彦vs.天才・天地龍之介』20位
  - 2020年 - 『或るエジプト十字架の謎』6位
  - 2021年 - 『ジョン・ディクスン・カーの最終定理』11位
  - 2022年 - 『或るギリシア棺の謎』13位
  - 2023年 - 『或るアメリカ銃の謎』11位
  - 2024年 - 『或るスペイン岬の謎』5位

- ミステリが読みたい!
  - 2008年 - 『密室キングダム』9位
  - 2020年 - 『或るエジプト十字架の謎』10位

- 本格ミステリこれがベストだ!
  - 2001年 - 『ifの迷宮』8位
  - 2003年 - 『奇蹟審問官アーサー』選出

## 作品リスト

### 奇蹟審問官アーサーシリーズ
- サタンの僧院（1999年4月 原書房）
- 奇蹟審問官アーサー 神の手の不可能殺人（2002年4月 講談社ノベルス）
- 奇蹟審問官アーサー 死蝶天国（2009年4月 講談社ノベルス）
  - 収録作品：バグズ・ヘブン / 魔界への十七歩 / 聖なるアンデッド / 生まれゆく者へのメッセージ（バースマーク・テリング）
- 月食館の朝と夜 奇蹟審問官アーサー（2017年12月 講談社ノベルス）

### 三月宇佐見のお茶の会シリーズ
- アリア系銀河鉄道（2000年10月 講談社ノベルス / 2004年4月 光文社文庫）
  - 収録作品：言語と密室のコンポジション / ノアの隣 / 探偵の匣 / アリア系銀河鉄道 / アリスのドア
- ゴーレムの檻（2005年3月 光文社 カッパ・ノベルス / 2008年3月 光文社文庫）
  - 収録作品：エッシャー世界（ワールド） / シュレーディンガーDOOR / 見えない人、宇佐見風 / ゴーレムの檻 / 太陽殿のイシス（ゴーレムの檻 現代版）

### 慶子さんとお仲間探偵団シリーズ
- マスグレイヴ館の島（2000年11月 原書房 / 2005年6月 光文社文庫）
- 翼のある依頼人（2011年7月 光文社 / 2014年6月 光文社文庫）
  - 収録作品：女性恐怖症になった男 / 翼のある依頼人 / 見えない射手の、立つところ / 黄色い夢の部屋

### 天地龍之介シリーズ
- 殺意は砂糖の右側に（2001年2月 祥伝社 ノン・ノベル / 2004年1月 祥伝社文庫）
  - 収録作品：エデンは月の裏側に / 殺意は砂糖の右側に / 凶器は死角の奥底に / 銀河はコップの内側に / 夕日はマラッカの海原に / ダイヤモンドは永遠に / あかずの扉は潮風の中に
- 幽霊船が消えるまで（2002年2月 祥伝社 ノン・ノベル / 2005年1月 祥伝社文庫）
  - 収録作品：幽霊船が消えるまで / 死が鍵盤を鳴らすまで / 石の棺が閉じるまで / 雨が殺意を流すまで / 彼が詐欺を終えるまで / 木の葉が証拠を語るまで
- 殺意は幽霊館から（2002年6月 祥伝社文庫）
- 十字架クロスワードの殺人（2003年2月 祥伝社 ノン・ノベル / 2006年9月 祥伝社文庫）
- 殺意は青列車（ブルートレイン）が乗せて（2004年2月 祥伝社 ノン・ノベル / 2007年2月 祥伝社文庫）
  - 収録作品：龍之介、黄色い部屋に入ってしまう / 光章、白銀に埋まる / 一美、黒い火の玉を目撃す / どうする卿、謎の青列車と消える / 龍之介、悪意の赤い手紙に息を呑む
- 殺人現場はその手の中に（2005年2月 祥伝社 ノン・ノベル / 2008年8月 祥伝社文庫）
  - 収録作品：瞳の中の、死の予告 / アリバイの中のアルファベット / 死角の中のクリスタル / 溝の中の遠い殺意 / ページの中の殺人現場
- 連殺魔方陣（2006年2月 祥伝社 ノン・ノベル / 2009年6月 祥伝社文庫）
- 空から見た殺人プラン（2007年2月 祥伝社 ノン・ノベル / 2011年3月 祥伝社文庫）
  - 収録作品：誰にも見えない4号室 / 龍神の渡る湖 / 真珠とバロックとあたしの部屋 / 神域の波打ち際 / 空と大地の迷宮
- 紳士ならざる者の心理学（2007年11月 祥伝社 ノン・ノベル / 2012年2月 祥伝社文庫）
  - 収録作品：召されてからのメッセージ / 紳士ならざる者の心理学 / ウォール・ウィスパー / 見られていた密室 / 少女の淡き消失点
- 消滅島RPGマーダー（2008年2月 祥伝社 ノン・ノベル）
- UFOの捕まえ方（2009年2月 祥伝社 ノン・ノベル）
  - 収録作品：サイト門のひらき方 / 身代金の奪い方 / UFOの捕まえ方 / 見えない共犯者の作り方
- 人質ゲーム、オセロ式（2010年10月 祥伝社 ノン・ノベル）
- ミダスの河 名探偵・浅見光彦vs.天才・天地龍之介（2018年7月 祥伝社 / 2020年12月 祥伝社文庫）
- 流星のソード 名探偵・浅見光彦vs.天才・天地龍之介（2019年8月 祥伝社 / 2021年1月 祥伝社文庫）

### 南美希風シリーズ
- OZの迷宮 ケンタウロスの殺人（2003年6月 光文社 カッパ・ノベルス / 2006年5月 光文社文庫）
  - 収録作品：密室の矢 / 逆密室の夕べ / 獅子の城 / 絵の中で溺れた男 / わらの密室 / イエローロード / ケンタウロスの殺人 / 美羽の足跡
- 火の神（アグニ）の熱い夏（2004年9月 光文社文庫）
- fの魔弾（2004年11月 光文社 カッパ・ノベルス / 2008年1月 光文社文庫）
- 密室キングダム（2007年7月 光文社 / 2010年1月 光文社文庫）
- ペガサスと一角獣薬局（2008年8月 光文社 / 2011年5月 光文社文庫）
  - 収録作品：龍の淵 / 光る棺の中の白骨 / ペガサスと一角獣薬局 / チェスター街の日 / 読者だけに判るボーンレイク事件
- 或るエジプト十字架の謎（2019年5月 光文社 / 2022年5月 光文社文庫）
  - 収録作品：或るローマ帽子の謎 / 或るフランス白粉の謎 / 或るオランダ靴の謎 / 或るエジプト十字架の謎
- 或るギリシア棺の謎（2021年2月 光文社 / 2024年2月 光文社文庫）
- 或るアメリカ銃の謎（2022年7月 光文社）
  - 収録作品：或るアメリカ銃の謎 / 或るシャム双子の謎
- 或るスペイン岬の謎（2023年8月 光文社）
  - 収録作品：或るチャイナ橙の謎 / 或るスペイン岬の謎 / 或るニッポン樫鳥の謎

### 絵画修復士・御倉瞬介シリーズ
- 時を巡る肖像（2006年11月 実業之日本社 / 2008年11月 実業之日本社 ジョイ・ノベルス / 2010年12月 実業之日本社文庫）
  - 収録作品：ピカソの空白 / 『金蓉』の前の二人 / 遺影、『デルフトの眺望』 / モネの赤い睡蓮 / デューラーの瞳 / 時を巡る肖像
- 黄昏たゆたい美術館（2008年7月 実業之日本社 / 2011年12月 実業之日本社文庫）
  - 収録作品：神殺しのファン・エイク / ユトリロの、死衣と産衣 / 幻の棲む絵巻 / 『ひまわり』の黄色い囁き / 黄昏たゆたい美術館
- システィーナ・スカル（2010年11月 実業之日本社）
  - 【改題】システィーナ・スカル ミケランジェロ 聖堂の幻（2013年12月 実業之日本社文庫）
    - 収録作品：ボッティチェリの裏窓 / システィーナ・スカル / 時の運送屋 / 闇の揺りかご

### その他
- 3000年の密室（1998年7月 原書房 / 2002年3月 光文社文庫）
- 4000年のアリバイ回廊（1999年7月 光文社 / 2002年9月 光文社文庫）
- 400年の遺言（2000年1月 角川書店 / 2002年5月 角川文庫）
- ifの迷宮（2000年2月 光文社 カッパ・ノベルス / 2003年4月 光文社文庫）
- 凍るタナトス（2002年8月 文藝春秋 本格ミステリ・マスターズ / 2006年1月 文春文庫）
- シクラメンと、見えない密室 魔女の花だより（2003年10月 実業之日本社 ジョイ・ノベルス）
  - 【改題】シクラメンと、見えない密室（2006年11月 光文社文庫）
    - 収録作品：傷とアネモネ / 遠隔殺人とハシバミの葉 / シクラメンと、見えない密室 / クリスマス・ローズの返礼 / オークの枝に、誰かいる / おとぎり草と、背後の闇 / 夾竹桃の遺言
- レイニー・レイニー・ブルー（2004年5月 光文社 カッパ・ノベルス / 2007年6月 光文社文庫）
  - 収録作品：人の降る確率 / 炎の行方 / 仮面人称 / 密室の中のジョゼフィーヌ / 百匹めの猿 / レイニー・レイニー・ブルー / コクピット症候群（シンドローム）
- 御手洗潔対シャーロック・ホームズ（2004年11月 原書房 ミステリー・リーグ / 2008年7月 創元推理文庫）
  - 収録作品：青の広間の御手洗 / シリウスの雫 / 緋色の紛糾 / ボヘミアンの秋分 / 巨人幻想
- モノクロームの13手（2010年2月 祥伝社）
- バミューダ海域の摩天楼（2011年4月 講談社ノベルス）
  - 収録作品：バミューダ海域のドラゴン / 熱波の摩天楼
- 密室の神話（2014年10月 文藝春秋）
- 猫の時間（2016年2月 光文社文庫）
  - 収録作品：ネコの時間 / 千を超えても / 決壊と真珠貝 / 旅するトパーズ / 作曲家の香水 / 見つめ合い日和 / ずっとの時間
- ジョン・ディクスン・カーの最終定理（2020年9月 創元推理文庫）

### アンソロジー
「」内が柄刀一の作品

#### 本格推理
- 本格推理3 迷宮の殺人者たち（1994年4月 光文社文庫）「密室の矢」
- 孤島の殺人鬼 本格推理マガジン（1995年12月 光文社文庫）「逆密室の夕べ」
- 本格推理9 死角を旅する者たち（1996年12月 光文社文庫）「白銀荘のグリフィン」

#### 本格ミステリ作家クラブ編
- 本格ミステリ01（2001年7月 講談社ノベルス）「エッシャー世界（ワールド）」
- 本格ミステリ02（2002年5月 講談社ノベルス）「人の降る確率」
- 本格ミステリ04（2004年6月 講談社ノベルス）「イエローロード」
- 本格ミステリ05（2005年6月 講談社ノベルス）「光る棺の中の白骨」
- 本格ミステリ06（2006年5月 講談社ノベルス）「太陽殿のイシス（ゴーレムの檻 現代版）」
- 本格ミステリ07（2007年5月 講談社ノベルス）「紳士ならざる者の心理学」
- 本格ミステリ08（2008年6月 講談社ノベルス）「ウォール・ウィスパー」
- 本格ミステリ09（2009年6月 講談社ノベルス）「チェスター街の日」

#### 日本推理作家協会編
- M列車で行こう（2001年10月 光文社 カッパ・ノベルス / 2005年5月 光文社文庫）「幽霊船が消えるまで」
- ザ・ベストミステリーズ 推理小説年鑑 2003（2003年7月 講談社）「密室の中のジョセフィーヌ」
- ザ・ベストミステリーズ 推理小説年鑑 2004（2004年7月 講談社）「絵の中で溺れた男」
- 名探偵を追いかけろ（2004年10月 光文社 カッパ・ノベルス / 2007年5月 光文社文庫）「龍之介、黄色い部屋に入ってしまう」
- ザ・ベストミステリーズ 推理小説年鑑 2005（2005年7月 講談社）「光る棺の中の白骨」
- 名探偵の奇跡（2007年9月 光文社 カッパ・ノベルス / 2010年5月 光文社文庫）「デューラーの瞳」
- ザ・ベストミステリーズ 推理小説年鑑 2009（2009年7月 講談社）「身代金の奪い方」
- 名探偵に訊け（2010年9月 光文社 カッパ・ノベルス / 2013年4月 光文社文庫）「バグズ・ヘブン」
- ミステリーの書き方（2010年11月 幻冬舎 / 2015年10月 幻冬舎文庫）※執筆作法「アイデアの源泉を大河にするまで」

#### 異形コレクション
- 21 マスカレード（2002年1月 光文社文庫）「仮面人称」
- 26 夏のグランドホテル（2003年6月 光文社文庫）「回転ドア」
- 38 心霊理論（2007年8月 光文社文庫）「古き海の……」
- 42 幻想探偵（2008年12月 光文社文庫）「サイボーグ・アイ」

#### その他
- 不透明な殺人（1999年2月 祥伝社 ノン・ポシェット）「エデンは月の裏側に」
- 贋作館事件（1999年8月 原書房）「緋色の紛糾」
- 密室殺人大百科 下 時の結ぶ密室（2000年7月 原書房 / 2003年9月 講談社文庫）「時の結ぶ密室」
- 新世紀犯罪博覧会（2001年3月 光文社 カッパ・ノベルス）「滲んだ手紙」
- 密室と奇蹟 J・D・カー生誕百周年記念アンソロジー（2006年11月 東京創元社）「ジョン・D・カーの最終定理」[注 1]
- ミステリ★オールスターズ（2010年9月 角川書店）「ある終末夫婦のレシート」
  - 【改題】ミステリ・オールスターズ（2012年9月 角川文庫）
- utage・宴（2010年12月 柏艪舎）「流れ星」
- 近藤史恵リクエスト！ペットのアンソロジー（2013年1月 光文社 / 2014年7月 光文社文庫）「ネコの時間」
- 私がデビューしたころ ミステリ作家51人の始まり（2014年6月 東京創元社）※エッセイアンソロジー「二度目の処女作までの足跡」
- 猫は迷探偵（2015年11月 竹書房文庫）※エッセイアンソロジー「少年少女の傍らに…」
- アリス殺人事件 不思議の国のアリスミステリーアンソロジー（2016年6月 河出文庫）「言語と密室のコンポジション」